# CAF Champions League 2012
La CAF Champions League 2012 è stata la 48ª edizione della massima competizione per squadre di club in Africa, la 16ª con il formato attuale. L'Al-Ahly ha vinto il trofeo per la settima volta, qualificandosi per la Coppa del mondo per club FIFA 2012.

## Avvenimenti
Il 18 agosto 2012 la partita tra Étoile du Sahel ed Espérance, valida per la fase a gironi, è stata interrotta dall'arbitro al 69' per lancio di petardi, razzi, pietre e bottiglie da parte dei tifosi di casa, che hanno anche invaso il campo. Il 26 agosto 2012 il Comitato organizzatore della CAF ha espulso l'Étoile du Sahel dalla competizione, annullando tutti i risultati delle partite disputate.

## Turno preliminare
L'andata si gioca tra il 18 febbraio e il 10 marzo 2012, il ritorno tra il 3 e il 18 marzo 2012.
| Squadra 1         | Totale            | Squadra 2                      | Andata | Ritorno |
| ----------------- | ----------------- | ------------------------------ | ------ | ------- |
| ASFA Yennenga     | 1 – 4             | ASO Chlef                      | 0 – 0  | 1 – 4   |
| Vita Club         | 6 – 4             | Atlético Olympic               | 5 – 0  | 1 – 4   |
| DFC8              | 2 – 2 (gfc)       | Les Astres                     | 1 – 0  | 1 – 2   |
| Young Africans FC | 1 – 2             | Zamalek                        | 1 – 1  | 0 – 1   |
| Missile           | 3 – 4             | Africa Sports                  | 3 – 2  | 0 – 2   |
| Ports Authority   | 0 – 1             | Horoya                         | 0 – 0  | 0 – 1   |
| Foullah Edifice   | 1 – 3             | JSM Béjaïa                     | 0 – 0  | 1 – 3   |
| AFAD Djékanou     | 2 – 0             | Diables Noir                   | 1 – 0  | 1 – 0   |
| Tusker            | 0 – 1             | APR                            | 0 – 0  | 0 – 1   |
| Coin Nord         | 2 – 4             | Ethiopian Coffee Football Club | 1 – 0  | 1 – 4   |
| ASGNN             | 1 – 2             | Tonnerre                       | 1 – 1  | 0 – 1   |
| Orlando Pirates   | 2 – 4             | Recreativo do Libolo           | 1 – 3  | 1 – 1   |
| URA               | 3 – 0             | Lesotho Correctional Services  | 3 – 0  | 0 – 0   |
| Mafunzo           | 0 - 5             | Liga Muçulmana                 | 0 – 2  | 0 – 3   |
| Brikama United    | 1 – 1 (3 – 1 dtr) | Ouakam                         | 0 – 1  | 1 – 0   |
| Elá Nguema        | 0 – 6             | Dolphins                       | 0 – 3  | 0 – 3   |
| LISCR             | 0 – 5             | Berekum Chelsea                | 0 – 2  | 0 – 3   |
| Green Mamba       | 2 – 8             | Platinum                       | 2 – 4  | 0 – 4   |
| JPN Actuel's      | 1 – 8             | Power Dynamos                  | 1 – 5  | 0 – 3   |

## Primo turno
Le gare di andata si sono disputate tra il 23 marzo e il 1º aprile 2012, quelle di ritorno tra il 6 e il 13 aprile 2012.
| Squadra 1                      | Totale      | Squadra 2       | Andata | Ritorno |
| ------------------------------ | ----------- | --------------- | ------ | ------- |
| ASO Chlef                      | 3 – 2       | Vita Club       | 0 – 0  | 3 – 2   |
| DFC8                           | 1 – 8       | Al-Hilal        | 0 – 3  | 1 – 5   |
| Zamalek                        | 2 – 2 (gfc) | Africa Sports   | 1 – 0  | 1 – 2   |
| Horoya                         | 1 – 4       | Maghreb Fès     | 1 – 1  | 0 – 3   |
| JSM Béjaïa                     | 1 – 5       | AFAD Djékanou   | 1 – 2  | 0 – 3   |
| APR                            | 2 – 3       | Étoile du Sahel | 0 – 0  | 2 – 3   |
| Ethiopian Coffee Football Club | 0 – 3       | Al-Ahly         | 0 – 0  | 0 – 3   |
| Tonnerre                       | 2 – 5       | Stade Malien    | 0 – 0  | 2 – 5   |
| Recreativo do Libolo           | 4 – 4 (gfc) | Sunshine Stars  | 4 – 1  | 0 – 3   |
| URA                            | 0 – 4       | Djoliba         | 0 – 2  | 0 – 2   |
| Liga Muçulmana                 | 2 – 3       | Dynamos         | 2 – 2  | 0 – 1   |
| Brikama United                 | 2 – 4       | Espérance       | 1 – 1  | 1 – 3   |
| Dolphins                       | 2 – 2 (gfc) | Coton Sport     | 2 – 1  | 0 – 1   |
| Berekum Chelsea                | 5 – 3       | Raja Casablanca | 5 – 0  | 0 – 3   |
| Platinum                       | 2 – 5       | Al-Merreikh     | 2 – 2  | 0 – 3   |
| Power Dynamos                  | 1 – 7       | TP Mazembe      | 1 – 1  | 0 – 6   |

## Secondo turno
Le gare di andata si sono giocate tra il 28 e il 29 aprile 2012, quelle di ritorno tra il 12 e il 14 maggio 2012.
| Squadra 1       | Totale            | Squadra 2      | Andata | Ritorno |
| --------------- | ----------------- | -------------- | ------ | ------- |
| Al-Hilal        | 2 – 2 (2 – 4 dtr) | ASO Chlef      | 1 – 1  | 1 – 1   |
| Maghreb Fès     | 0 – 4             | Zamalek        | 0 – 2  | 0 – 2   |
| Étoile du Sahel | 4 – 2             | AFAD Djékanou  | 4 – 1  | 0 – 1   |
| Stade Malien    | 2 – 3             | Al-Ahly        | 1 – 0  | 1 – 3   |
| Djoliba         | 1 – 2             | Sunshine Stars | 1 – 1  | 0 –1    |
| Espérance       | 7 – 1             | Dynamos        | 6 – 0  | 1 – 1   |
| Berekum Chelsea | 2 – 1             | Coton Sport    | 0 – 0  | 2 – 1   |
| TP Mazembe      | 3 – 1             | Al-Merreikh    | 2 – 0  | 1 – 1   |

Le squadre eliminate accedono alla Coppa della Confederazione CAF 2012.

## Fase a gruppi
Le partite si giocano tra il 7 luglio e il 16 settembre 2012.

### Girone A
| Squadra         | Pt. | PG | V | N | P | GF | GS | DR |
| --------------- | --- | -- | - | - | - | -- | -- | -- |
| Espérance       | 9   | 4  | 3 | 0 | 1 | 6  | 3  | +3 |
| Sunshine Stars  | 6   | 4  | 2 | 0 | 2 | 4  | 4  | 0  |
| ASO Chlef       | 3   | 4  | 1 | 0 | 3 | 4  | 7  | -3 |
| Étoile du Sahel | -   | -  | - | - | - | -  | -  | -  |

|                 | ASO   | EST   | ESS   | SUN   |
| --------------- | ----- | ----- | ----- | ----- |
| ASO Chlef       |       | 1 – 0 | X – X | 1 – 2 |
| Espérance       | 3 – 2 |       | X – X | 1 – 0 |
| Étoile du Sahel | X – X | X – X |       | X – X |
| Sunshine Stars  | 2 – 0 | 0 – 2 | X – X |       |

### Girone B
| Squadra         | Pt. | PG | V | N | P | GF | GS | DR |
| --------------- | --- | -- | - | - | - | -- | -- | -- |
| Al-Ahly         | 11  | 6  | 4 | 1 | 1 | 9  | 6  | +3 |
| TP Mazembe      | 10  | 6  | 3 | 1 | 2 | 9  | 5  | +4 |
| Berekum Chelsea | 9   | 6  | 2 | 3 | 1 | 9  | 10 | -1 |
| Zamalek         | 2   | 6  | 0 | 2 | 4 | 4  | 10 | -6 |

|                 | AHL   | BER   | TPM   | ZAM   |
| --------------- | ----- | ----- | ----- | ----- |
| Al-Ahly         |       | 4 – 1 | 2 – 1 | 1 – 1 |
| Berekum Chelsea | 1 – 1 |       | 1 – 0 | 3 – 2 |
| TP Mazembe      | 2 – 0 | 2 – 2 |       | 2 – 0 |
| Zamalek         | 0 – 1 | 1 – 1 | 1 – 2 |       |

## Fase a eliminazione diretta

### Semifinali
| Squadra 1      | Totale | Squadra 2 | Andata | Ritorno |
| -------------- | ------ | --------- | ------ | ------- |
| TP Mazembe     | 0 – 1  | Espérance | 0 – 0  | 0 – 1   |
| Sunshine Stars | 3 – 4  | Al-Ahly   | 3 – 3  | 0 – 1   |

#### Andata
| Arbitro: | Daniel Bennett |

|                                            |           |                         |
| Tamen 34’ Olorundare 73’ (rig.) Osasco 84’ | Marcatori | 18’, 74’ Gedo 30’ Hamdy |

| Lubumbashi 7 ottobre 2012, ore 15:30 UTC+2 | TP Mazembe      | 0 – 0 | Espérance | Stade du TP Mazembe\| Arbitro: \| Noumandiez Doué \| |
| Arbitro:                                   | Noumandiez Doué |       |           |                                                      |

#### Ritorno
| Arbitro: | Badara Diatta |

|                 |           |  |
| Ben Mansour 70’ | Marcatori |  |

| Arbitro: | Néant Alioum |

|          |           |  |
| Gedo 28’ | Marcatori |  |

### Finale
| Arbitro: | Djamel Haimoudi |

|           |           |            |
| Hamdy 88’ | Marcatori | 49’ Hichri |

| Arbitro: | Bouchaïb El Ahrach |

|             |           |                      |
| N'Djeng 85’ | Marcatori | 43’ Gedo 62’ Soliman |